# Camilo Diaz Gregorio
Camilo Diaz Gregorio (ur. 25 września 1939 w Cuyapo, zm. 21 maja 2018 w San Juan) – filipiński duchowny katolicki, prałat terytorialny Batanes w latach 2003-2017.

## Życiorys
Święcenia kapłańskie przyjął 1 grudnia 1963 i został inkardynowany do diecezji San Jose de Nueva Ecija. Po święceniach studiował w Manili, Nowym Jorku i Rzymie. Po powrocie do kraju pełnił funkcje m.in. rektora seminarium w Cabanatuan, ojca duchownego seminarium regionalnego w Baguio oraz podsekretarza w nuncjaturze filipińskiej.
12 stycznia 1987 papież Jan Paweł II mianował go biskupem pomocniczym Cebu oraz biskupem tytularnym Girus. Sakry biskupiej udzielił mu 29 marca tegoż roku abp José Tomás Sánchez.
20 maja 1989 został mianowany biskupem Bacolod. Ingres odbył się 27 lipca 1989. 28 sierpnia 2000 papież przyjął jego rezygnację z urzędu.
13 września 2003 otrzymał nominację na prałata terytorialnego Batanes. Na emeryturę przeszedł 20 maja 2017.
Zmarł 21 maja 2018 w szpitalu w San Juan na atak serca.